# Божович, Янко
Янко Божович (нем. Janko Bozovic, серб. Janko Božović; род. 14 июля 1985 года, Бар) — австрийский гандболист черногорского происхождения, правый полусредний немецкого гандбольного клуба «Эмсдеттен» и сборной Австрии.

## Карьера

### Клубная
Воспитанник школы команды «Вест-Виен». За свою карьеру выступал в следующих клубах: «Нит/Хак Ниттендаль» (Норвегия), «Ла-Корунья» (Испания), «Фюхзе Берлин» (Германия), «Дунаферр» (Венгрия), «Италгест Касарано» (Италия), «Слован» (Словения), «Фризенхайм» и «Эмсдеттен» (оба — Германия). С 2014 по 2015 годы защищал цвета брестского клуба имени Мешкова. С 2015 года игрок скопьевского «Металлурга».

### В сборной
В сборной сыграл более 130 матчей и забил более 300 мячей.

## Личная жизнь
Его мать, Станка Божович, в своё время также выступала за сборную Австрии.